# Коппи (река)
Ко́ппи — река в Хабаровском крае России.
Одна из крупнейших рек на территории Советско-Гаванского района. Берёт начало на юго-восточном склоне горы Яко-Яни, прорезает район с запада на юго-восток. Впадает в бухту Андрея Татарского пролива. Река горная, с каменистым дном, извилистым руслом. Длина реки 219 км, площадь бассейна 7290 км², общее падение 1280 м, средний уклон 5,8 ‰.
Река Коппи судоходна в низовье и только для маломерных судов. Основные притоки: Джауса, Топты, Дякома, Бяполи, Иоли, Игту. С мая по октябрь по реке проходит 3-4 дождевых паводка; высота их как правило 0.8-1,2 м. Ледостав наступает в середине ноября, и длится 160—180 дней.
Река является местом обитания таких рыб как: голец, хариус, краснопёрка. Является местом нереста лососёвых и осетровых рыб.

## Притоки
Объекты перечислены по порядку от устья к истоку.
1,5 км: река Копка
- 20 км: Сололи
- 21 км: Май
- 35 км: Сия
- 41 км: Топты
- 42 км: Топтыга
- 49 км: Ый
- 64 км: Санку
- 73 км: Гуйму
- 76 км: Комку
- 80 км: река без названия
- 91 км: Бяполи
- 98 км: Салали
- 99 км: река без названия
- 103 км: Дякома
- 117 км: Джауса
- 130 км: Инда
- 136 км: Иоли
- 138 км: родники кл. Ольховый
- 143 км: Иггу
- 158 км: река без названия
- 158 км: река без названия
- 161 км: река без названия
- 170 км: родники кл. Бюленей
- 175 км: Телеучи
- 178 км: река без названия
- 188 км: Лев. Коппи
- 193 км: Тигринная
- 195 км: Яко Восточная